# Vladislav Houška
Vladislav Houška (* 24. května 2000 Praha) je český lední hokejista hrající na postu útočníka, a sice centra nebo pravého křídla.

## Život
S hokejem začínal v pražské Slavii, za kterou nastupoval i v jejích mládežnických výběrech. Během sezóny 2017/2018 ale změnil působiště a přesunul se do mládeže Mladé Boleslavi. Za ni hrál za juniory a v ročníku 2019/2020 i za muže. V téže sezóně z mladoboleslavského celku hostoval v Přerově, Ústí nad Labem a Sokolově. Ročník 2020/2021 strávil po hostováních, a sice v Ústí nad Labem a Kadani. Na sezónu 2021/2022 přestoupil do Jihlavy, odkud dále hostoval ve Žďáru nad Sázavou. Během léta roku 2022 se navrátil do svého rodného města a přesunul se do Slavie. Před Vánoci 2022 ale v klubu skončil a přesunul se do pražské Kobry.